# Euselasia eubule
Euselasia eubule är en fjärilsart som beskrevs av Felder 1869. Euselasia eubule ingår i släktet Euselasia och familjen Riodinidae. Inga underarter finns listade i Catalogue of Life.